# Julián Berrendero
Julián Berrendero (ur. 8 kwietnia 1912 w San Agustín del Guadalix; zm. 1 sierpnia 1995 w Madrycie) – hiszpański kolarz szosowy startujący wśród zawodowców w latach 1934–1949. Dwukrotny zwycięzca Vuelta a España (1935, 1936). Zwycięzca etapu w Tour de France. Najlepszy "góral" Tour de France (1936) i dwukrotnie Vuelta a España (1942, 1945).

## Najważniejsze zwycięstwa
- 1936 - klasyfikacja górska Tour de France
- 1937 - etap w Tour de France
- 1941 - dwa etapy i klasyfikacja generalna Vuelta a España
- 1942 - trzy etapy i klasyfikacja generalna Vuelta a España
- 1943 - Dookoła Katalonii
- 1946 - Dookoła Katalonii